# Neurofibromina 1

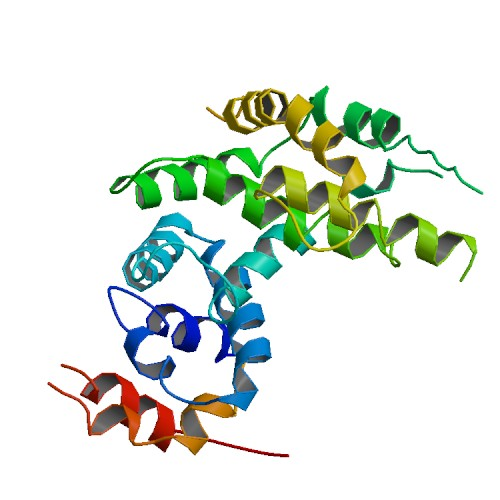
Model wstążkowy białka neurofibrominy 1.

Neurofibromina 1 (neurofibromin 1, NF1) – białko kodowane przez gen NF1 w locus 17q11.2. 
Gen NF1 jest dużym genem, zawierającym ponad 350 kpz i 60 eksonów. DNA genu NF1 podlega tkankowo zróżnicowanej alternatywnej transkrypcji. Produkt białkowy posiada domenę homologiczną z białkami aktywującymi GTPazę.
Mutacje w genie NF1 powodują nerwiakowłókniakowatość typu 1 (chorobę von Recklinghausena).